# Liste des cours d'eau du Portugal
Liste des cours d'eau du Portugal, incluant les Açores et Madère:
- Haut – A
- B
- C
- D
- E
- F
- G
- H
- I
- J
- K
- L
- M
- N
- O
- P
- Q
- R
- S
- T
- U
- V
- W
- X
- Y
- Z

## A
- Abadia
- Agadão
- Águeda (Douro)
- Águeda (Vouga)
- Alcabrichel
- Alcoa
- Alcobaça
- Alcofra
- Alfusqueiro
- Alheda
- Almançor
- Almonda
- Almorode
- Alpiarça, Ribeira de Ulme, Vala de Alpiarça, Alpiaçoilo, Vala Real
- Alto
- Alva
- Alviela
- Alvôco
- Âncora
- Anços
- Angueira
- Antuã, Antuão
- Arade
- Arcão
- Arcossó
- Arda
- Ardila
- Arnóia
- Arouce
- Arunca
- Asnes
- Assureira
- Ave
- Ava
- Aziho

## B
- Baça
- Baceiro
- Balsemão
- Bazágueda
- Beça ou Bessa
- Beselga
- Bestança ou Ribeiro de São Martinho
- Boco ou Ribeira de Boco
- Botão
- Branco

## C
- Caia
- Caima
- Cabral
- Cabril (Cávado)
- Cabril (Corgo)
- Cabril (Tâmega)
- Cabrum
- Cachoeiras
- Caldo
- Calvo
- Carapito
- Carvalhosa
- Cáster
- Castro Laboreiro
- Cávado
- Cavalos
- Cavalum
- Ceira
- Cercal
- Cértima
- Chança
- Côa
- Cobrão
- Cobres
- Coina
- Coja
- Colares
- Corgo
- Corvo ou Dueça
- Da Costa
- Coura
- Criz
- Covelas

## D
- Dão
- Degebe
- Dinha
- Divor
- Douro
- Drave
- Diogo

## E
- Eirôgo
- Erges
- Este
- Ega
- Eiriz

## F
- Febros
- Ferreira
- Ferro (Portugal)
- Fervença
- Figueira
- Fim
- Fora
- Frades
- Fresno (Portugal)
- Frio
- Froufe

## G
- Galinhas
- Gerês
- Gilão
- Grande (Lourinhã)
- Guadiana

## H
- Homem

## I
- Ínsua
- Isna
- Inha

## J
- Joanes
- Jamor ou Ribeira do Jamor ou Queluz
- Judeu
- Juliano

## L
- Laboreiro
- Labruja
- Leça
- Lena (Portugal)
- Levira
- Lima
- Lis
- Lizandro ou Lisandro
- Lordelo

## M
- Maçãs
- Maior
- Marnel
- Massueime
- Mau
- Meão
- de Mega
- de Mel
- Mente
- Minho
- Mira
- Mondego
- Mouro

## N
- Nabão
- Negro (Portugal)
- Neiva
- Nisa
- Noeime

## O
- Ocreza
- Odeceixe
- Odeleite
- Odelouca
- Odres
- Olo
- Onor
- Orelhão
- Ovelha
- Ovil

## P
- Palhais
- Paiva
- Paivô
- Peculhos
- Pavia
- Peio
- Pêra
- Pinhão (Portugal)
- Poio
- Pombeiro
- Ponsul
- Prado
- Pranto
- Pilas

## Q
- Queijais

## R
- Rabaçal
- Rabagão
- Raia
- Ramalhoso
- Real (Portugal)

## S
- Sabor
- Sado
- Safarujo
- Salas
- Saltadouro
- Sardoura
- Sátão
- Seco
- Selho
- Sever
- Silves
- Sizandro
- Sor (Portugal)
- Sordo (Portugal)
- Sorraia
- Sótão
- Soure
- Sousa
- Sul

## T
- Tábuas
- Tâmega
- Tanha
- Távora
- Tedinho
- Tedo
- Teixeira (Douro)
- Teixeira (Vouga)
- Tage
- Terva
- Tinhela
- Tinhesa
- Tornada
- Torto
- Torto (Mira)
- Torto (Portel)
- Tio Touro
- Trancão
- Tripeiro
- Tua
- Tuela
- Temilobos

## U
- Uíma
- Ul
- Unhais
- Urtigosa

## V
- Vade
- Varosa
- Vascão
- Vez
- de Vide
- da Vila
- Vizela
- Vouga

## X
- Xarrama
- Xévora

## Z
- Zêzere
- Zela

Tous les noms de ces cours d'eau sont donnés en langue portugaise. D'autres dénominations peuvent exister, par exemple en espagnol.